# Cinnamomum concinnum
Cinnamomum concinnum är en lagerväxtart som beskrevs av F. G. Lorea-hernandez. Cinnamomum concinnum ingår i släktet Cinnamomum och familjen lagerväxter. Inga underarter finns listade i Catalogue of Life.